# Hörups församling
Hörups församling var en församling i Lunds stift och i Ystads kommun. Församlingen uppgick 2002 i Löderups församling.

## Administrativ historik
Församlingen hade medeltida ursprung. 
Församlingen var till 2002 annexförsamling i pastoratet Löderup och Hörup som från 1962 även omfattade Valleberga församling och från 1972 Glemminge och Ingelstorps församlingar. Församlingen uppgick 2002 i Löderups församling.

## Kyrkor
- Hörups kyrka